# 提埃坡罗宫
2000 45°26′09″N 12°19′45″E / 45.43586°N 12.32918°E

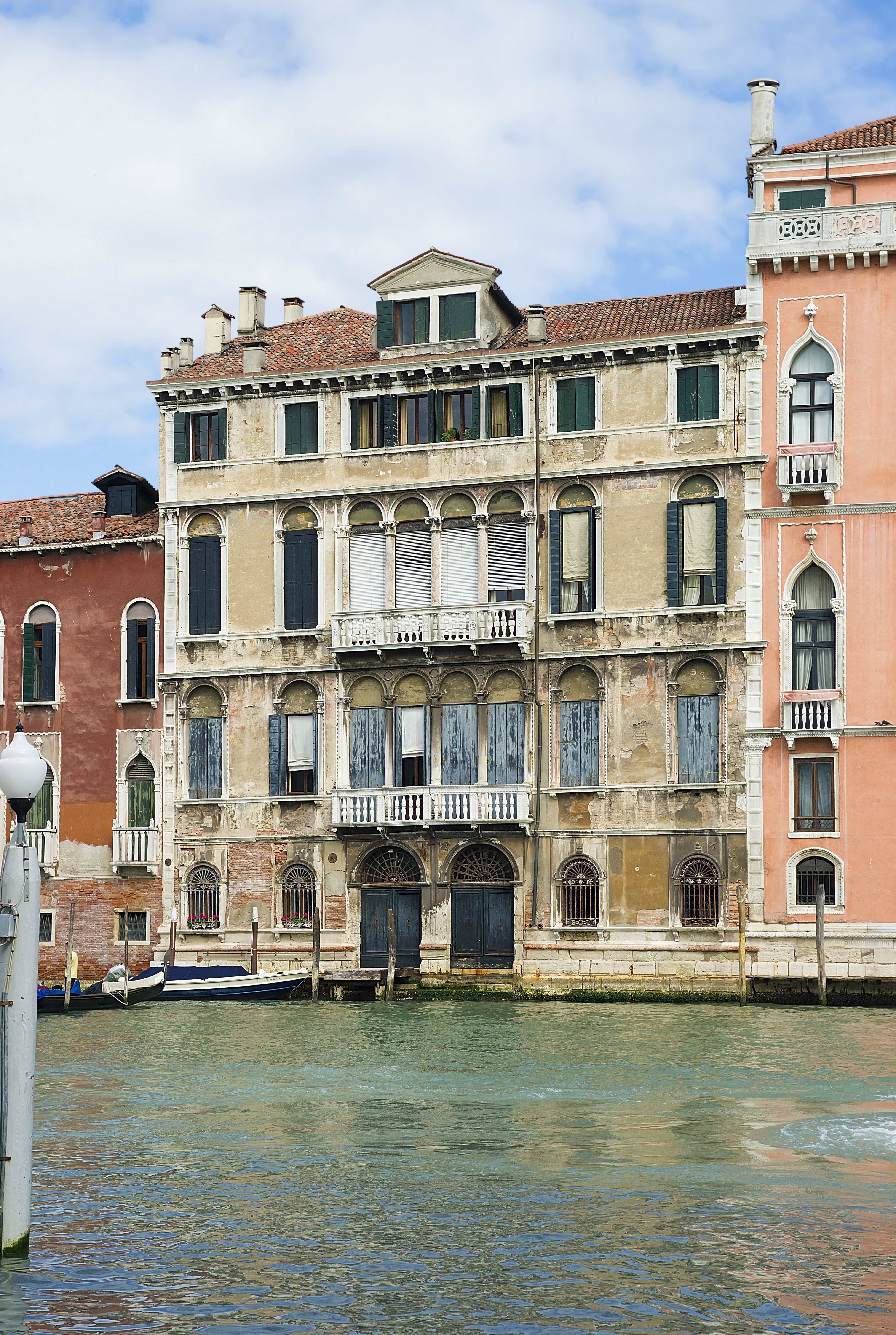

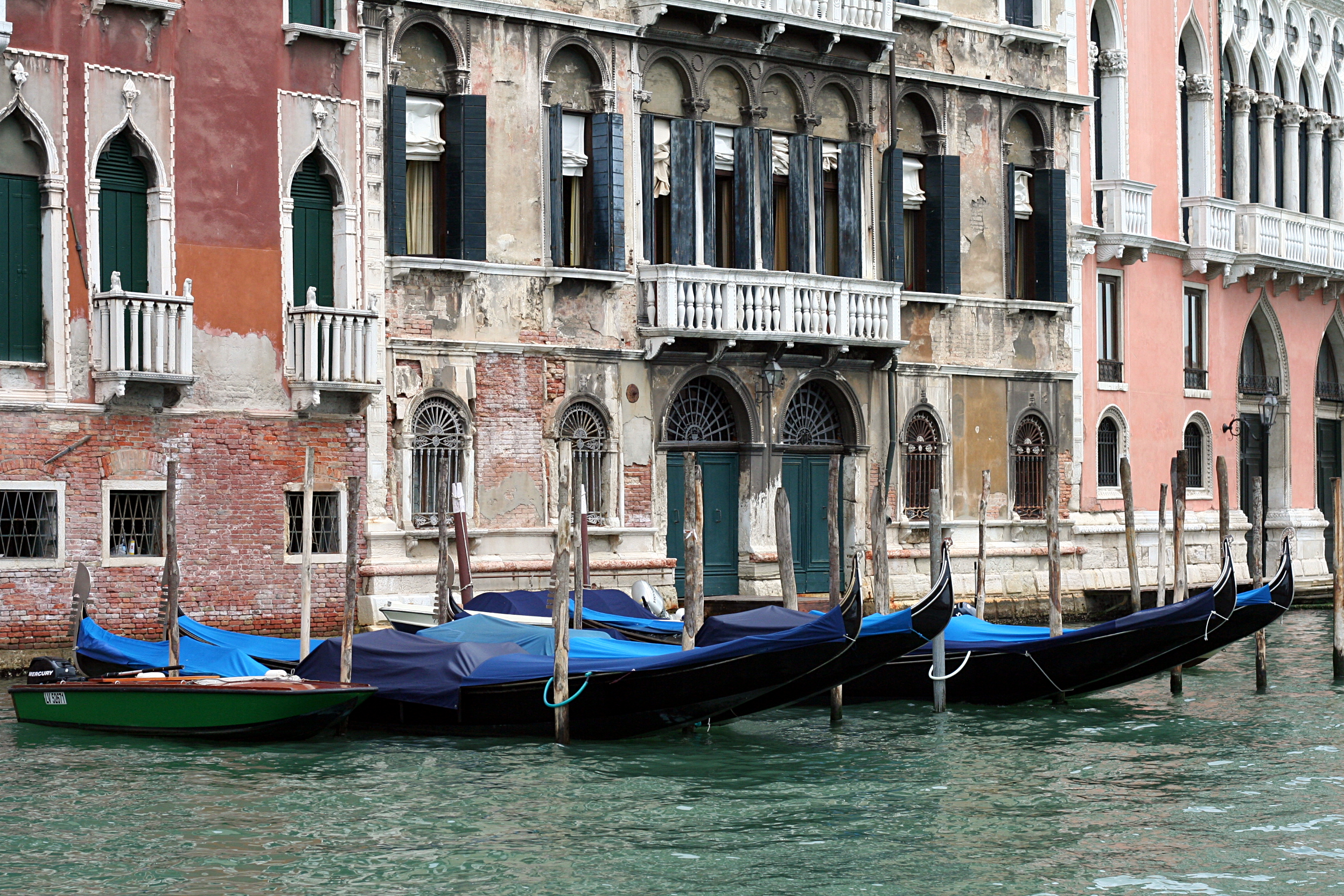
吊船停泊在大運河的蒂埃波羅宮旁邊。

提埃坡罗宫（Palazzo Tiepolo）是意大利威尼斯的一座文艺复兴风格的建筑，位于圣保罗区的威尼斯大运河畔，介于索郎佐庇萨尼宫（Palazzo Soranzo Pisani）与庇萨尼宫（Palazzo Pisani Moretta）之间。

## 历史
该建筑由艺术家提埃坡罗家族建于16世纪下半叶。立面原来的壁画出自安德雷·斯基亞沃內（Andrea Schiavone）之手。